# Toba (Star Trek: Generația următoare)
„Toba” (titlu original: „The Drumhead”) este al 21-lea episod din al patrulea sezon al serialului TV american științifico-fantastic Star Trek: Generația următoare și al _-lea episod în total. A avut premiera la 29 aprilie 1991.
Episodul a fost regizat de Jonathan Frakes după un scenariu de Jeri Taylor. Invitat special este Jean Simmons în rolul contraamiralului Norah Satie.

## Prezentare
La bordul navei Enterprise are loc o vânătoare de vrăjitoare ce vizează membri ai echipajului suspectați a fi spioni romulani.

## Actori ocazionali
- Bruce French - Sabin Genestra
- Spencer Garrett - Simon Tarses
- Henry Woronicz - J'Dan
- Earl Billings - Thomas Henry
- Jean Simmons - Admiral Norah Satie
- Ann Shea - Nellen Tore